# Afterglow (album de Sarah McLachlan)
Pour les articles homonymes, voir Afterglow.
 (janvier 2017).
Si vous disposez d'ouvrages ou d'articles de référence ou si vous connaissez des sites web de qualité traitant du thème abordé ici, merci de compléter l'article en donnant les références utiles à sa vérifiabilité et en les liant à la section « Notes et références ».
Albums de Sarah McLachlan
Remixed (Sarah McLachlan album) (en)
(2001) Afterglow Live (en)
(2004)
Singles
1. Fallen
Sortie : 22 septembre 2003
2. Stupid
Sortie : 31 mai 2004
3. World On Fire
Sortie : 14 juin 2004

Afterglow est un album de la chanteuse et musicienne canadienne Sarah McLachlan, sorti le 4 novembre 2003, produit et arrangé par Pierre Marchand, édité par Arista Records, Nettwerk et BMG.

## Liste des titres
| 1.    | Fallen              | Sarah McLachlan            | 3:47 |
| 2.    | World On Fire       | McLachlan, Pierre Marchand | 4:22 |
| 3.    | Stupid              | McLachlan                  | 3:24 |
| 4.    | Drifting            | McLachlan                  | 3:23 |
| 5.    | Train Wreck         | McLachlan                  | 4:36 |
| 6.    | Push                | McLachlan                  | 3:56 |
| 7.    | Answer              | McLachlan                  | 3:58 |
| 8.    | Time                | McLachlan                  | 4:07 |
| 9.    | Perfect Girl        | McLachlan, Marchand        | 4:43 |
| 10.   | Dirty Little Secret | McLachlan                  | 3:55 |
| 40:11 |                     |                            |      |

| Special limited-edition bonus disc of live performances [2003 - BMG 2876596712] et CD2 de la réédition anglaise (2 février 2004) | Special limited-edition bonus disc of live performances [2003 - BMG 2876596712] et CD2 de la réédition anglaise (2 février 2004) | Special limited-edition bonus disc of live performances [2003 - BMG 2876596712] et CD2 de la réédition anglaise (2 février 2004) | Special limited-edition bonus disc of live performances [2003 - BMG 2876596712] et CD2 de la réédition anglaise (2 février 2004) | Special limited-edition bonus disc of live performances [2003 - BMG 2876596712] et CD2 de la réédition anglaise (2 février 2004) | Special limited-edition bonus disc of live performances [2003 - BMG 2876596712] et CD2 de la réédition anglaise (2 février 2004) | Special limited-edition bonus disc of live performances [2003 - BMG 2876596712] et CD2 de la réédition anglaise (2 février 2004) | Special limited-edition bonus disc of live performances [2003 - BMG 2876596712] et CD2 de la réédition anglaise (2 février 2004) | Special limited-edition bonus disc of live performances [2003 - BMG 2876596712] et CD2 de la réédition anglaise (2 février 2004) | Special limited-edition bonus disc of live performances [2003 - BMG 2876596712] et CD2 de la réédition anglaise (2 février 2004) |
| No | Titre | Durée | | | | | | | |
| --- | --- | --- | --- | --- | --- | --- | --- | --- | --- |
| 1. | Fallen (Live) | 3:45 | | | | | | | |
| 2. | Answer (Live) | 3:40 | | | | | | | |
| 3. | Dirty Little Secret (Live) | 3:41 | | | | | | | |
| 4. | Building a Mystery (Live) | 4:00 | | | | | | | |
| 15:06 | | | | | | | | | |

## Crédits

### Membres du groupe
- Sarah McLachlan : Chant, guitare électrique, piano, Fender Rhodes, claviers
- Pierre Marchand : Guitare, basse, piano, claviers, synthétiseur basse
- Bill Dillon : Guitare, guitorgan, orgue
- Michael Chaves : Guitare
- Michel Pépin : Guitare
- Sean Ashby : Guitare
- Yves Desrosiers : Guitare
- Mark Jowett : Guitare
- Ethan Johns : Guitare
- Tony Levin : Basse
- Daryl Johnson : Basse
- Jim Creeggan : Basse acoustique
- David Kershaw : Orgue Hammond
- Jorane : Violoncelle, chœurs
- Ashwin Sood : batterie, percussions
- Jerry Marotta : Percussions

### Production
- Produit par Pierre Marchand
- Autres enregistrements réalisés par Roman Klun, John Oliviera, Linda Strawberry, Yanick Daunais, Brian Hogue et Pete Caigan
- Masterisé par Bob Ludwig
- Ingénierie et mixage par Pierre Marchand et Chris Potter